# Werner Brinkmann
Pour les articles homonymes, voir Brinkmann.
Werner Brinkmann (né le 10 décembre 1946, Hamm, Rhénanie-du-Nord-Westphalie, Allemagne) est le directeur de Stiftung Warentest à Berlin.

## Biographie
Werner Brinkmann a passé le baccalauréat dans sa ville natale en 1966. De 1966 à 1970 il a fait des études de droit à l’université de Fribourg-en-Brisgau (en Bade-Wurtemberg) et à l’université de Münster (en Rhénanie-du-Nord-Westphalie). Il a obtenu son premier examen d’État juridique en 1970 et son deuxième examen d’État juridique en 1975. En même année, il a également soutenu sa thèse portant pour titre Les organisations de consommateurs en République fédérale d'Allemagne et leur impact sur la normalisation technique et a obtenu son doctorat de droit. 
De 1975 à 1979 il est à la tête du service administratif et juridique de Stiftung Warentest à Berlin. Ensuite, jusqu'en 1992, il travaille à la station de radio publique Deutschlandfunk où il devient aussi responsable en chef de la direction Ressources humaines, Affaires juridiques et Licences. 
En 1981 il est nommé au Curatorium de Stiftung Warentest et de 1992 à 1994 est membre du Comité Directeur. Après le départ à la retraite en 1995 du directeur Roland Hüttenrauch il prend sa place comme directeur unique et représente Stiftung Warentest dans tous les actes de la vie civile et extrajudiciaire. En 2006 son mandat est prolongé de 5 ans. À son initiative la ministre fédérale de la protection des consommateurs Ilse Aigner confirme augmenter le capital de Stiftung Warentest de 50 millions d’euros jusqu'en 2012.
À partir du 1er janvier 2012, jour de départ à la retraite de Werner Brinkmann, son successeur sera Hubertus Primus, actuel rédacteur en chef du mensuel test.

## D’autres informations
Werner Brinkmann est membre de la direction de International Consumer Research and Testing (ICRT), association internationale des organisations de tests pour consommateurs, membre du conseil administratif de la Fédération Allemande des Organisations des Consommateurs (vzbv) et membre du comité de pilotage de la Commission allemande d'électronique, d'électrotechnique et de technologie numérique (DKE). Depuis 1995, Werner Brinkmann est membre de la direction du Deutsches Institut für Normung (DIN), organisme allemand de normalisation. En 2000 le Cercle de travail de la République Fédérale d'Allemagne pour une gestion respectueuse de l'environnement (Bundesdeutscher Arbeitskreis für Umweltbewusstes Management e. V. – B.A.U.M.) lui décerne le prix B.A.U.M. protection de l'environnement.
Il n'est dans aucun parti politique. Il vit à Berlin avec sa femme et son fils.

## Publications choisies
- Werner Brinkmann et Peter Sieber: Gebrauchstauglichkeit, Gebrauchswert und Qualität, paru dans: Handbuch Qualitätsmanagement / Masing, édité par Tilo Pfeifer et Robert Schmitt, 5e édition complètement revue, Hanser-Verlag, München (2007), pages 777 à 786,  (ISBN 978-3-446-40752-7)
- Rechtliche Aspekte der Bedeutung von technischen Normen für den Verbraucherschutz, Editeur: Deutsches Institut für Normung e.V., Beuth, Berlin / Köln (1984),  (ISBN 3-410-10845-9)
- Die wettbewerbs- und deliktrechtliche Bedeutung des Ranges von Warentests und Preisvergleichen, paru dans: Betriebs-Berater, volume 38 (1983), pages 91 à 94, ISSN 0340-7918
- Vertragsrechtliche Probleme bei Warenbestellungen über Bildschirmtext, paru dans: Betriebs-Berater, Band 36 (1981), pages 1183 à 1190, ISSN 0340-7918
- Zur Problematik der Werbung mit Testergebnissen, paru dans: Betriebs-Berater, volume 33 (1978), pages 1285 à 1291, ISSN 0340-7918
- Rechtsprobleme des vergleichenden Warentests in der Bundesrepublik Deutschland, paru dans: Zeitschrift für Verbraucherpolitik, Jahrgang 1, numéro 3 (1977), pages 255 à 265
- Die Verbraucherorganisationen in der Bundesrepublik Deutschland und ihre Tätigkeit bei der überbetrieblichen technischen Normung, Heymann, Köln / Berlin / Bonn / München (1976),  (ISBN 3-452-18149-9)